# Бабичев, Иван Ильич
Ива́н Ильи́ч Ба́бичев (род. 13 октября 1954) — российский военный деятель, генерал-полковник ВС РФ. 1-й заместитель начальника объединённого штаба Организации Договора о коллективной безопасности, бывший заместитель председателя правительства Чеченской Республики.

## Биография
Окончил Рязанское высшее воздушно-десантное училище в 1976 году, Военную академию имени М. В. Фрунзе, Военную академию Генерального штаба. Участвовал в войне в Афганистане с первого дня в должности командира парашютно-десантной роты в 1979—1982 годах. Во время прибалтийских событий командовал парашютно-десантным полком, дислоцировавшемся в Каунасе.
С 1992 по 1995 годы командовал 76-й гвардейской воздушно-десантной Псковской дивизией. Активный участник первой чеченской войны, 3 января 1995 года был назначен командующим западной группировкой войск в Чечне (части воздушно-десантных войск, морской пехоты, двух армейских корпусов Северо-Кавказского военного округа), бравшей Грозный, Аргун и Гудермес. После войны командовал 67-м армейскими корпусом Северо-Кавказского военного округа (Краснодар), с 1997 — командир армейского корпуса Дальневосточного военного округа на Сахалине и Курилах. Генерал-лейтенант (05.05.1995).
Во второй Чеченской кампании участвовал с октября 1999 года — Главный военный комендант Чеченской республики (до июля 2001), одновременно заместитель командующего войсками Северо-Кавказского военного округа (с мая 2000), одновременно являлся вице-премьером Правительства Чеченской республики (с июня 2001). Заместитель Полномочного представителя Правительства Российской Федерации в Чеченской республике.
Первый заместитель начальника Штаба по координации военного сотрудничества государств — участников СНГ (до июня 2005). Первый заместитель начальника Объединённого штаба Организации Договора о коллективной безопасности с июня 2005 до июля 2008 года.

## Награды
- Орден «За заслуги перед Отечеством» IV степени.
- Орден Мужества.
- Орден «За военные заслуги».
- Орден «За службу Родине в Вооружённых Силах СССР» II степени.
- Орден «За службу Родине в Вооружённых Силах СССР» III степени.
- Именное огнестрельное оружие от Министров обороны, внутренних дел, юстиции, Начальника Генерального штаба.
- В 2001 году удостоен высшей награды Фонда международных премий — Ордена Николая Чудотворца «За приумножение добра на Земле».
- Дважды (в 1995 и 2000 годах) представлялся к званию «Герой России».